# Atzmannsricht

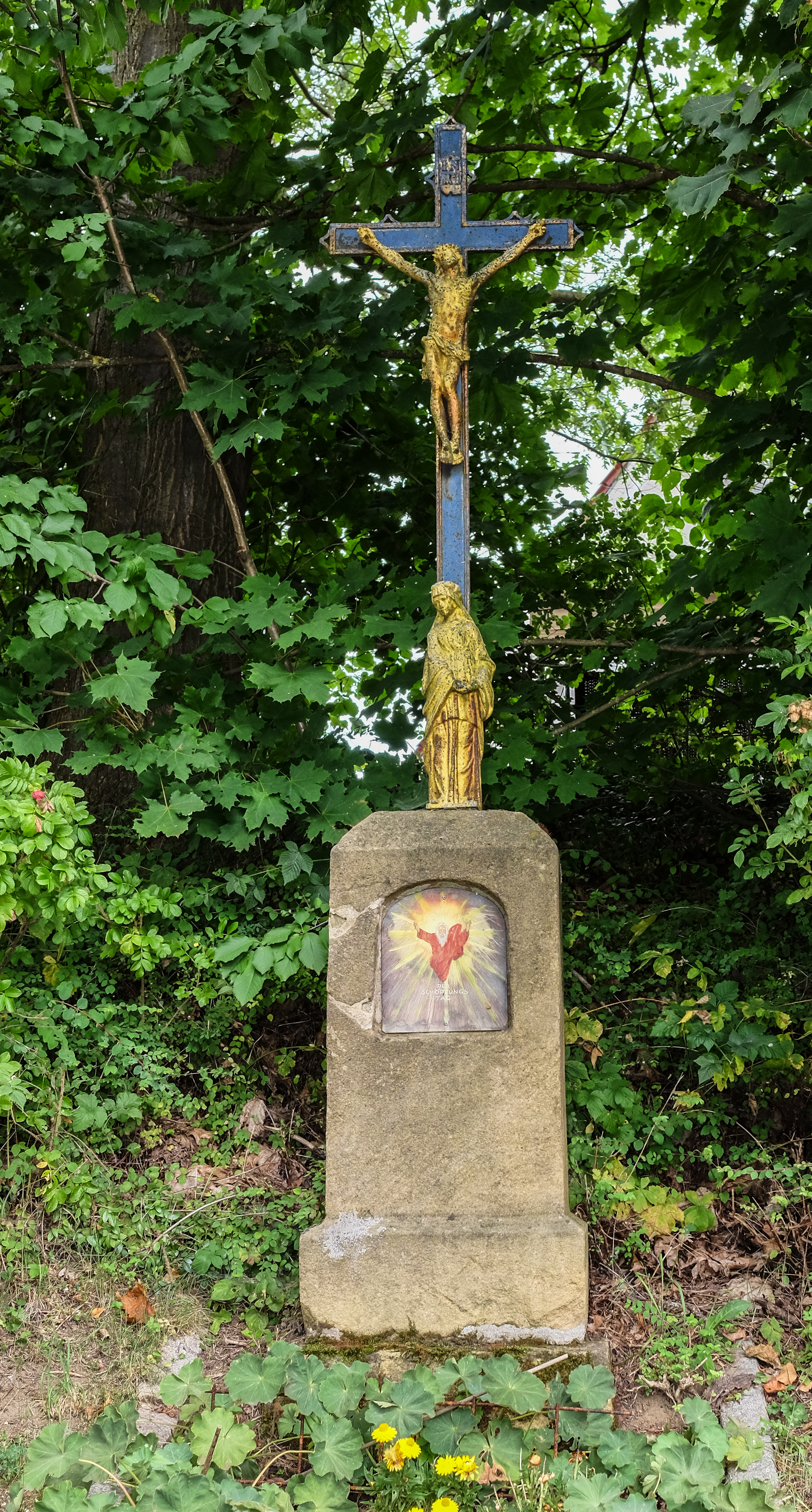
Bildstock in Atzmannsricht

Atzmannsricht ist ein Ortsteil der Gemeinde Gebenbach im Landkreis Amberg-Sulzbach in der Oberpfalz in Bayern.

## Geographie
Das Kirchdorf Atzmannsricht liegt direkt an der Bundesstraße 299 (Amberg–Freihung). Außerdem ist Atzmannsricht über Gebenbach an der Bundesstraße 14 (Hirschau-Sulzbach-Rosenberg) erreichbar.

### Topographie
Der Ortskern von Atzmannsricht befindet sich auf einer Höhe von 476 m ü. NN.

## Geschichte

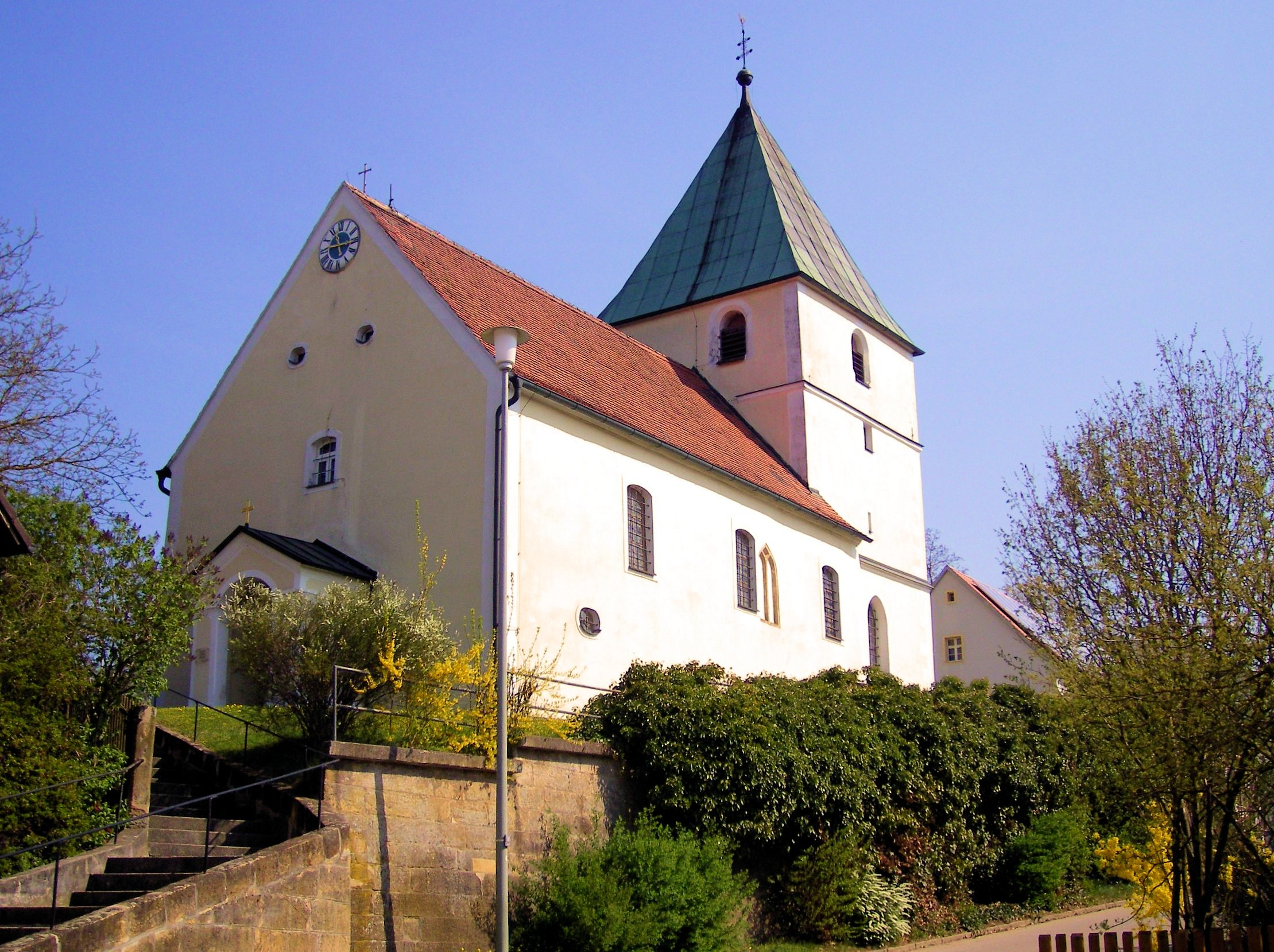
St. Wolfgang (Atzmannsricht)

Die Endsilbe „richt“ lässt in der Entstehungszeit auf ein Rodungsdorf schließen. Die folgende Schreibweisen des Dorfnamens waren, in den Jahren 1348 Atzmannsreut auch 1510 Atzmansreut, 1625 Atzmannsried auch Azmannsried und Atzmannsriet, 1801 Atzmannsrith und 1825 Oser Ozamsriad gebräuchlich. Eine andere Deutung des Namens kommt aus der Volksmythologie und leitet sich von Atzmann einem Hausgeist oder Gespenst ab.
Im Jahr 1348 findet sich eine erste urkundliche Erwähnung als atzmansreut zinspflichtig zum Bamberg gehörend. Durch die enge Verknüpfung zum Erzbistum Bamberg, die schon von dessen Gründungszeit im 11. Jahrhundert herrührte, nahm Atzmannsricht lange Zeit in der Pfarrei Gebenbach eine gewisse Sonderstellung ein. Es gibt Grund zur Annahme, dass Atzmannsricht 1016 oder 1017 zum Bistum Bamberg kam und zur bambergischen Vogtei Vilseck gehörte.
Nach Streitigkeiten zwischen der Pfalz und dem Bistum Bamberg wurde Atzmannsricht durch einen Vertrag vom 8. Juli 1510 dem Bischof von Bamberg mit Steuer, Reis, Frohnen, Zinsen und Gülten sowie aller bürgerlichen Gerichtsbarkeit zuerkannt. Die Halsgerichtsbarkeit wurde dem Landgericht Amberg zugeschlagen. Das herkömmliche Schutzgeld auch Schirmgeld genannt, sollten die Atzmannsrichter an die Pfalz bezahlen. Dafür übernahm die Pfalz den Schutz gegen jedermann mit Ausnahme des Bischofs.
Durch das erste bayerische Gemeindeedikt wurde Atzmannsricht im Jahre 1808 dem Steuerdistrikt und Landgericht Amberg und damit dem Naabkreis zugeordnet. Nach der Auflösung des Naabkreises zugunsten des Mainkreises und des Regenkreises wurde Atzmannsricht im Jahr 1810 zusammen mit dem Landgericht Amberg dem Regenkreis zugeordnet (ab 1838 Oberpfalz und Regensburg).
Durch das zweite bayerische Gemeindeedikt wurde Atzmannsricht zusammen mit Kainsricht der Gemeinde Gebenbach zugeordnet.
Zusammen mit der Gemeinde Gebenbach wurde Atzmannsricht 1838 aus dem Landgericht Amberg herausgelöst und dem neuen Landgericht Vilseck zugeordnet.
Im Jahr 1846 brannte das Dorf bis auf die Kirche und zwei Häuser nieder. Ursache des Brandes soll der fahrlässige Umgang mit einem sogenannten Schleißenlicht, einem getrockneten Buchenholzspan (Schleißen) der ca. 10 min in eine Halterung brannte, gewesen sein. Diesem Ereignis wurde im Jahre 1996 mit einem historischen Feuerwehrfest gedacht.
Der Erste Weltkrieg forderte 18 Gefallene und Vermisste aus dem Dorf.
Im Jahr 1924 wurde Atzmannsricht an das überörtliche Stromnetz angeschlossen.
Am 20. April 1945 zogen die Amerikaner durch Atzmannsricht. Der Zweite Weltkrieg forderte 18 Gefallene und Vermisste aus dem Dorf.
Im Jahre 1969 wurde in Atzmannsricht die Dorfverschönerung durchgeführt. Beim Wettbewerb Unser Dorf soll schöner werden erhielt Atzmannsricht das Prädikat Schönstes Dorf im Landkreis Amberg, die Goldmedaille des Bezirks Oberpfalz und des Freistaates Bayern und als höchste Auszeichnung die Silberplakette des Bundes.
Im 24. Bundeswettbewerb Unser Dorf hat Zukunft – unser Dorf soll schöner werden konnte der Kreissieg sowie der Sieg auf Bezirksebene mit der Auszeichnung Gold gefeiert werden.

### Frühzeitfunde
Im Jahr 1929 fand man 5 massive Bronzeringe auf einem Acker der Peterbauern im Mittleren Dorfholz (Dorfholzacker). Daher weiß man, dass hier bereits in der Späthallstattzeit (620–450 v. Chr.) Menschen lebten. Vier Jahre früher gab es bei Rodungsarbeiten im Mittleren Ödholz ähnliche Funde.

## Kultur und Sehenswürdigkeiten

### Vereine
- Freiwillige Feuerwehr Atzmannsricht (gegründet am 5. August 1900)

Innerhalb der Gemeinde Gebenbach konnte man sich nicht auf eine einheitliche Vereinsfeuerwehr einigen, so dass am 5. August 1900 für den Ort Atzmannsricht eine eigene Freiwillige Feuerwehr mit 28 Mitgliedern gegründet wurde. Am 6. September 1900 erfolgte die Aufnahme in den Landesverband. Zwei Jahre später kaufte man aus Spenden eine Hand- und Druckspritze und baute in der Dorfmitte ein Feuerwehrhaus. Zwischen den beiden Weltkriegen wurde eine Fahne beschafft und im Jahr 1923 geweiht. 1943 wurde die Atzmannsrichter Feuerwehr mit der Feuerwehr von Gebenbach vereinigt. Dies war notwendig, da wegen des Zweiten Weltkriegs nur noch wenige Feuerwehrmänner vor Ort waren. Die Selbstständigkeit beschloss man wieder am 28. Februar 1948. 1983 erwarb die Gemeinde für die Feuerwehr eine neue Tragkraftspritze TS 8.
- KLJB Atzmannsricht
- Dorfgemeinschaft Atzmannsricht
- St. Wolfgang (Atzmannsricht)